# آکادمی نظامی پاکستان
آکادمی نظامی پاکستان ({{lang-ur|پاکستان عسکری اکادمی) دانشگاه نظامی پاکستانی است، که در سال ۱۹۴۷ توسط نیروی زمینی پاکستان تأسیس شد. ساختمان مرکزی این آکادمی در شهر ایبت‌آباد قرار دارد.